# Dufourea turkmenorum
Dufourea turkmenorum là một loài Hymenoptera trong họ Halictidae. Loài này được Pesenko mô tả khoa học năm 1998.